# Otto Stark (Kabarettist)
Otto Stark (* 2. April 1922 in Wien; † 28. November 2018 in Berlin) war ein österreichischer Kabarettist, Schauspieler, Regisseur und Autor.

## Leben
Otto Stark war ein Sohn des jüdischen Hutmachers aus dem 16. Wiener Bezirk Ottakring Abraham Stark und der Paula Fischl. Seine Eltern, sein jüngerer Bruder Heinz sowie die meisten seiner Familienmitglieder wurden im Holocaust von den Nationalsozialisten ermordet. Otto Stark, ebenfalls gelernter Hutmacher, konnte nur überleben, weil er 1938 mit einem Kindertransport (Refugee Children`s Movement) nach England gebracht wurde. Dort arbeitete er in der Landwirtschaft, später begann er eine Lehre als Bäcker. 1940 kam Otto Stark in ein Internierungslager auf der Isle of Man, in der dortigen Theatergruppe hatte er seine ersten Auftritte; 1941 zurück in London schloss er sich der Freien Österreichischen Jugend an. Ab 1942 spielte er im österreichischen Exiltheater Das Laterndl in London u. a. mit Martin Miller, Paul Lewitt, Gerry Wolff, Erich Freund und Annemarie Hase. 1947 kehrte er nach Wien zurück, legte dort die Schauspielprüfung ab und spielte in der Szene 48 und am avantgardistischen Theater der 49. Ein Engagement am Staatsschauspiel Dresden veranlasste ihn im Jahr 1949 in die DDR überzusiedeln. 1950 wurde er von Hans Rodenberg an das Theater der Freundschaft  in Berlin engagiert und blieb dort bis 1952, bevor er zurück an das Staatsschauspiel Dresden ging. 1952 trat er in die SED ein. 1954 gründete er zusammen mit seiner Ehefrau, der Schauspielerin und Kabarettistin Ilse Maybrid, in Dresden das Kabarett Herkuleskeulchen welches später zur Herkuleskeule wurde. 1960 wechselte Otto Stark zum Kabarett Die Distel. Dort war er als Schauspieler, Regisseur und Autor tätig. An über 50 Programmen hat er mitgewirkt. 1968 wurde Otto Stark zum Direktor berufen, deren Posten er bis 1990 innehatte.
Sein Lebenswerk umfasste unzählige Theaterrollen, in vielen Fernseh- und DEFA-Produktionen der DDR war er zu sehen. Für den Hörfunk sprach er u. a. Features, Kindersendungen und historische Stoffe. Ab den 1990er Jahren führten Otto Stark Theatergastspiele durch Österreich. Er trat in Stücken von Shakespeare und Felix Mitterer auf. Mit ehemaligen Distel Kollegen, wie Heinz Draehn, ging er auf Tourneen. Er schrieb für sich eigene Kabarett- und literarische Programme und war als Solist auf zahlreichen Bühnen zu sehen, zuletzt mit den Geschichten eines Jahrhundertlebens.
Die gemeinsame Tochter mit Ilse Maybrid, Myriam Stark (* 1962), wurde ebenfalls Schauspielerin.
Otto Stark starb im November 2018 im Alter von 96 Jahren in Berlin.

## Filmografie (Auszug)
- 1953: Jacke wie Hose – Regie: Eduard Kubat
- 1958: Geschwader Fledermaus – Regie: Erich Engel
- 1961: Der Mann mit dem Objektiv – Regie: Frank Vogel
- 1961: Gewissen in Aufruhr (TV) – Regie: Günter Reisch und Hans-Joachim Kasprzik
- 1961: Der Tod hat ein Gesicht – Regie: Joachim Hasler
- 1962: Freispruch mangels Beweises – Regie: Richard Groschopp
- 1962: Auf der Sonnenseite – Regie: Ralf Kirsten
- 1962: nicht zu ende gedacht (Kurzfilm) – Regie: Helmut Nitzschke
- 1962: Jean Baras’ große Chance (TV) – Regie: Kurt Jung-Alsen
- 1963: Rüpel – Regie: Bärbl Bergmann
- 1963: Die Spur führt in den 7. Himmel (TV) – Regie: Rudi Kurz
- 1964: Der Mann mit der Maske
- 1965: Ohne Paß in fremden Betten – Regie: Vladimír Brebera
- 1966/2009: Hände hoch oder ich schieße – Regie: Hans-Joachim Kasprzik
- 1967: Hochzeitsnacht im Regen – Regie: Horst Seemann
- 1967: Geschichten jener Nacht (Episode 4): Der große und der kleine Willi – Regie: Gerhard Klein
- 1967: Der Mann aus Kanada (TV) – Regie: Rudi Kurz
- 1968: Treffpunkt Genf (TV) – Regie: Rudi Kurz
- 1970: Unter den Linden – Geschichte und Geschichten (Fernsehfilm)
- 1971: Der Mann, der nach der Oma kam – Regie: Roland Oehme
- 1972: Leichensache Zernik – Regie: Helmut Nitzschke
- 1972: Gefährliche Reise (TV, 6 Teile) – Regie: Hans-Joachim Hildebrandt
- 1972: Morgen kommt er zur Armee – Regie: Gerhard Bombal

## Theater (Auszug)
- 1942: Kleinkunstbühne Laterndl, London, „Sturm im Wasserglas“ von Bruno Frank
- 1942: Kleinkunstbühne Laterndl, London, „Der G´wissenswurm“ von Ludwig Anzengruber
- 1942: Kleinkunstbühne Laterndl, London, „Keine Orchideen für Hitler“ – Regie: Paul Lewitt
- 1950: Theater der Freundschaft, Berlin, „Vorwärts ihr Mutigen“ – Regie: Paul Lewitt
- 1950: Theater der Freundschaft, Berlin, „Du bist der Richtige“ – Regie: Gustav von Wangenheim

- 1952: Staatstheater Dresden „Egmont“, von J. W. v. Goethe, Rolle: Brackenburg – Regie: Heinz W. Litten
- 1952: Staatstheater Dresden "Heilige ohne Heiligenschein, Rolle: Fisarek – Regie: Guido Reif
- 1953: Staatstheater Dresden „Der Weg ins Leben“, nach Makarenko, Rolle: Matwej – Regie: Guido Reif
- 1953: Staatstheater Dresden „Die Weber“ von G. Hauptmann, Rolle: Gottlieb – Regie: Heinz W. Litten
- 1953: Staatstheater Dresden „Die Freier“ von J. von Eichendorff, Rolle: Schlender – Regie: Werner Simon
- 1953: Staatstheater Dresden „Der eingebildete Kranke“ von Voliere, Rolle: Diafoirus – Regie: Werner Simon
- 1954: Staatstheater Dresden „Sommernachtstraum“ von Shakespeare, Rolle: Thisbe
- 1954: Staatstheater Dresden „Was ihr wollt“ von Shakespeare, Rolle Bleichenwang
- 1955: Staatstheater Dresden „Ehe eine Ehe eine wird“ von W. Böttcher, Regie: Otto Stark
- 1956: Staatstheater Dresden „Studentenkomödie“ von G.v. Wangenheim, Regie: Otto Stark
- 1990: Österreichische Länderbühne „Der Widerspenstigen Zähmung“ von Shakespeare, Rolle: Gremio – Regie: Paul Robert
- 1991: Österreichische Länderbühne „Besuchszeit“ von Felix Mitterer, Rolle: Alter – Regie: Renate Olarova

## Hörspiele (Auszug)
- 1961: Reszö Szirmai: Jedermanns Weihnachtsbaum (Csobolya) – Regie: Fritz-Ernst Fechner (Hörspiel – Rundfunk der DDR)
- 1962: Manfred Bieler: Karriere eines Klaviers (Sprecher) – Regie: Werner Grunow (Rundfunk der DDR)
- 1962: Karel Čapek: Ein Abend mit Karel Čapek (Nerad) – Regie: Hans Knötzsch (Hörspiel-Komödie – Rundfunk der DDR)
- 1963: Thorbjørn Egner: Annette und die wilden Räuber (Karli) – Regie: Fritz Göhler (Kinderhörspiel – Rundfunk der DDR)
- 1964: Ephraim Kishon: Der Blaumilchkanal (Wachtmeister) – Regie: Helmut Hellstorff (Hörspiel – Rundfunk der DDR)
- 1965: Vercors: Zoo oder Der menschenfreundliche Mörder (Pater Dillingham) – Regie: Edgar Kaufmann (Rundfunk der DDR)
- 1965: Gisela Richter-Rostalski: Eine italienische Familie (Vater Civina) – Regie: Flora Hoffmann (Kinderhörspiel – Rundfunk der DDR)
- 1978: Karel Čapek: Taschenspiele (Obergärtner Holan) – Regie: Joachim Staritz (Hörspiel – Rundfunk der DDR)
- 1985: Peter Shaffer: Amadeus (Joseph II.)  – Regie: Götz Fritsch (Hörspiel – Rundfunk der DDR)
- 1987: Michael Köhlmeier: Veltliner und Betrogen (Veltliner) – Regie: Joachim Staritz (Hörspiel – Rundfunk der DDR)
- 1987: Gitta Sereny: Am Abgrund, 2 Teile (Franz Stangl) – Regie: Horst Liepach (Hörspiel – Rundfunk der DDR)
- 1990: Valerie Radtke: Mein großer Brief – Regie: Horst Liepach (Hörspiel – Funkhaus Berlin)

## Diskografie
- 1983: Spaß und Freud für kleine Leut – Lieder mit Clown Hoppla, Wolfgang Hosfeld (als Sänger und Sprecher) und Otto Stark (als Sprecher), Deutsche Schallplatten, Berlin (Ost)
- 2008: Berliner Temperament und Wiener Schmäh – Eine Ehe mit Kabarett, Distel-Lieder und -Szenen aus den Jahren 1963–1983, Ilse Maybrid und Otto Stark, selbstironieverlag, Leipzig

## Auszeichnungen (Auszug)
- 1972: Vaterländischer Verdienstorden in Bronze
- 1979: Banner der Arbeit Stufe I
- 1981: Nationalpreis der DDR I. Klasse für Kunst und Literatur
- 1985: Goethepreis der Stadt Berlin